# Dolna Saksonia
Dolna Saksonia (niem. Niedersachsen, dolnosaks. Neddersassen, wschodniofryzyjski Läichsaksen) – drugi pod względem wielkości kraj związkowy Niemiec, utworzony 1 listopada 1946. Jego siedziba administracyjna znajduje się w Hanowerze.
Ważniejsze miasta Dolnej Saksonii to: Hanower (Hannover), Brunszwik (Braunschweig), Osnabrück, Oldenburg, Getynga (Göttingen), Wolfsburg.

## Historia
We wczesnym średniowieczu w nadmorskiej części dzisiejszego kraju związkowego Dolna Saksonia istniało Królestwo Fryzyjskie, podbite w VIII w. przez państwo frankijskie, a pozostałe tereny, zamieszkane przez plemiona Sasów, Frankowie pod wodzą Karola Wielkiego podbili na przełomie VIII i IX w. Cały obszar wówczas znalazł się w granicach Imperium Karolińskiego i był podzielony na Księstwo Fryzji i Księstwo Saksonii, a od 962 r. leżał w granicach Świętego Cesarstwa Rzymskiego. Z Księstwa Saksonii z czasem wyodrębniały się mniejsze kraje, prowadząc do ostatecznego rozpadu księstwa w 1296 r. Wśród powstałych krajów były Hrabstwo Oldenburga w 1091 r. (od 1774 r. Księstwo Oldenburga), księstwo arcybiskupie Bremy w 1180 r. oraz Księstwo Brunszwika-Lüneburga w 1235 r. Na skutek dalszych podziałów w 1432 r. powstało Księstwo Calenberg, a na obszarze Fryzji w 1464 powstało Hrabstwo Fryzji Wschodniej.

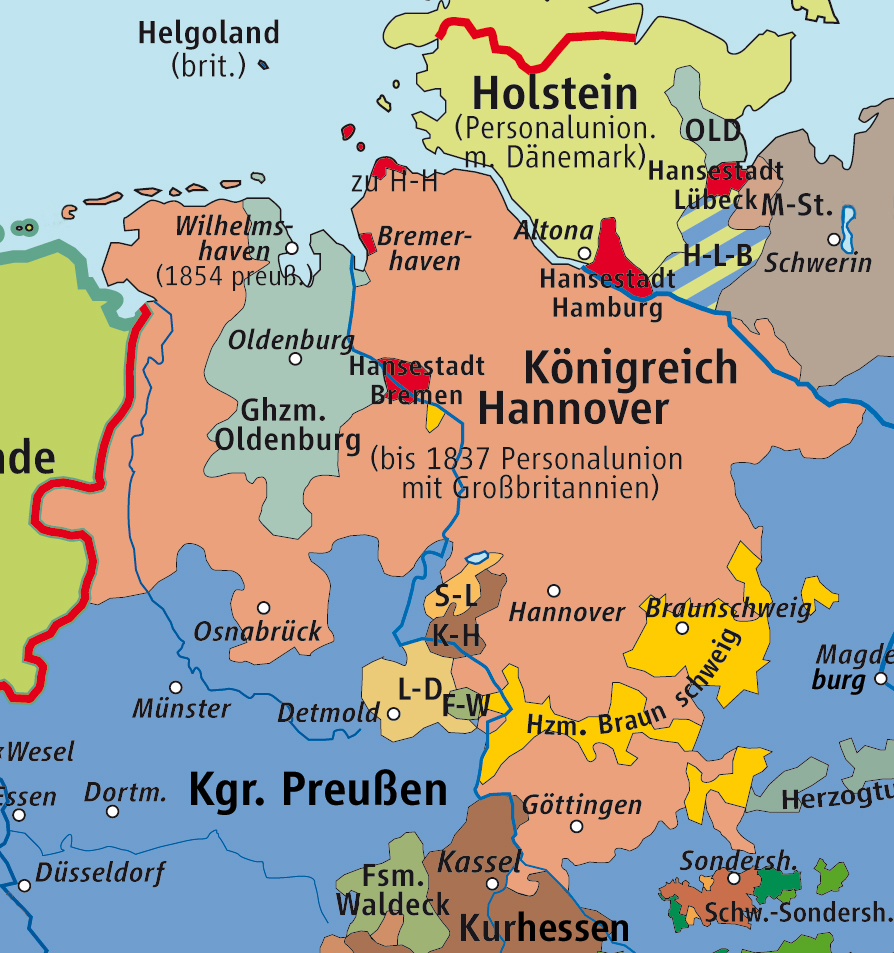
Podział polityczny obszaru dzisiejszej Dolnej Saksonii w latach 1815–1866

W 1648 r. arcybiskupstwo Bremy zostało zsekularyzowane i przeszło w ręce Szwecji jako Księstwo Bremy, a w 1692 r. Księstwo Calenberg zostało przekształcone w Elektorat Hanoweru, od 1714 r. związany unią personalną z Wielką Brytanią. Po III wojnie północnej Szwecja utraciła księstwo Bremy na rzecz Hanoweru. W 1744 r. Hrabstwo Fryzji Wschodniej zostało przyłączone do Prus.
Na początku XIX w. cały obszar został zajęty przez Napoleona. Zachodnia i północna część regionu przypadła Francji, Fryzja Wschodnia przypadła Królestwu Holandii, a na wschodzie powstało Królestwo Westfalii. Po porażce Napoleona głównymi państwami regionu były Królestwo Hanoweru, Wielkie Księstwo Oldenburga i Księstwo Brunszwiku. W 1837 r. wygasła unia brytyjsko-hanowerska, a w 1866 r. Hanower został podbity i wcielony do Prus jako prowincja Hanower. W 1871 r. cały obszar znalazł się w granicach Niemiec.
Po II wojnie światowej region znalazł się w brytyjskiej strefie okupacyjnej Niemiec, a w latach 1945–1948 obszar przy granicy z Holandią stanowił polską strefę okupacyjną. W 1946 r. istniał tu kraj Hanower, utworzony przez Brytyjczyków. Kraj związkowy Dolna Saksonia utworzono 1 listopada 1946 z połączenia krajów: Hanower, Brunszwik, Oldenburg i Schaumburg-Lippe.

## Podział administracyjny
W styczniu 1975 r. mieszkańcy Oldenburga (873 tys. osób) i Schaumburg-Lippe (87 tys. osób) opowiedzieli się za przekształceniem ich okręgów w landy RFN, czego jednak Bundestag nie zaakceptował, skłaniając się raczej ku redukcji liczby krajów z 10 do 5-6.
Do 31 grudnia 2004 Dolna Saksonia dzieliła się na rejencje, następnie zniesiono je i kraj związkowy składa się bezpośrednio z powiatów.
W nawiasach kody rejestracyjne pojazdów.

### Miasta na prawach powiatu

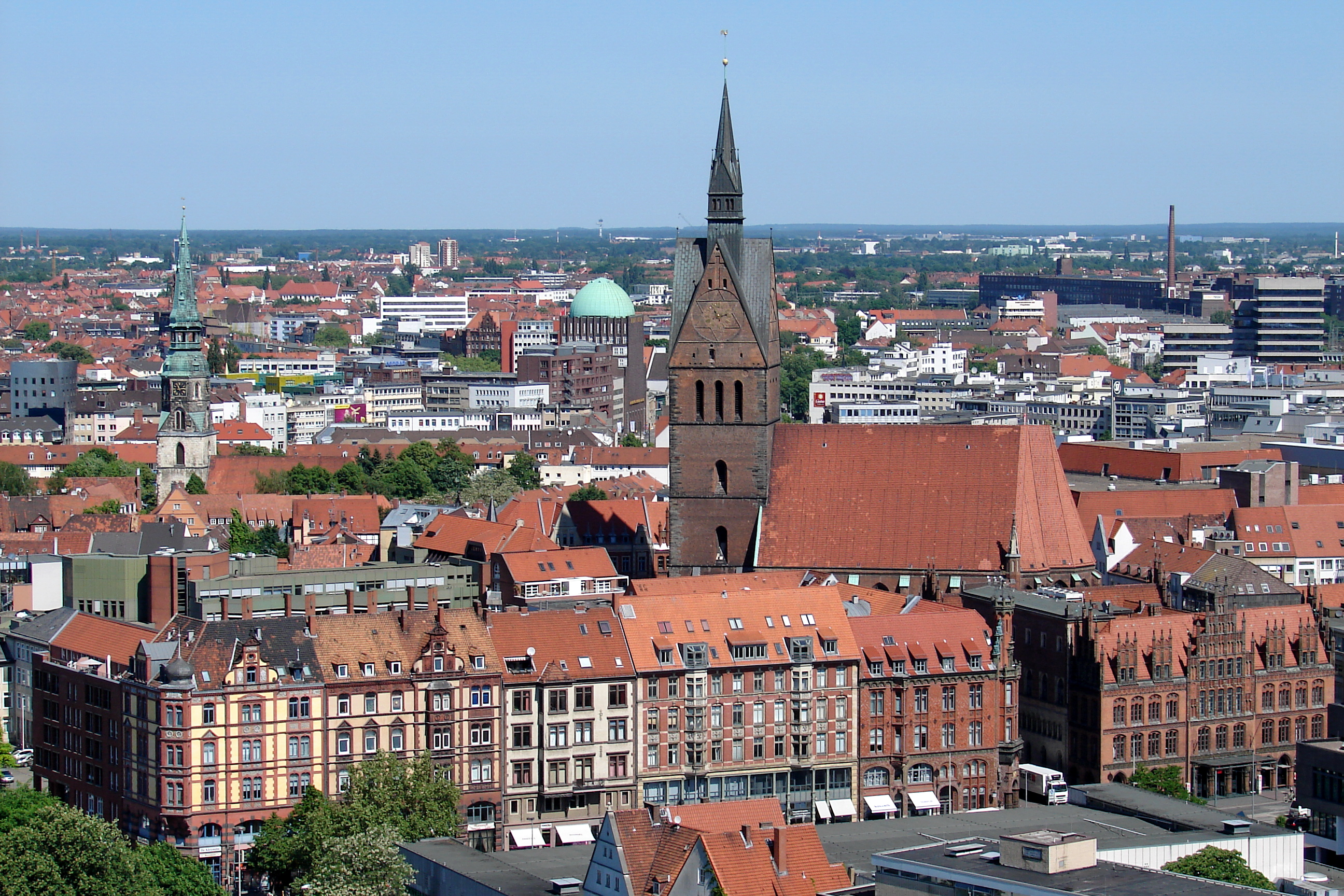
Hanower

1. Brunszwik (Braunschweig) (BS)
2. Delmenhorst (DEL)
3. Emden (EMD)
4. Oldenburg (OL)
5. Osnabrück (OS)
6. Salzgitter (SZ)
7. Wilhelmshaven (WHV)
8. Wolfsburg (WOB)

### Związki komunalne
- Region Hanower (Region Hannover) (H)

### Powiaty ziemskie
1. powiat Ammerland (WST)
2. powiat Aurich (AUR)
3. powiat Grafschaft Bentheim (NOH)
4. powiat Celle (CE)
5. powiat Cloppenburg (CLP)
6. powiat Cuxhaven (CUX)
7. powiat Diepholz (DH)
8. powiat Emsland (EL)
9. powiat Friesland (FRI)
10. powiat Gifhorn (GF)
11. powiat Goslar (GS)
12. powiat Getynga (Göttingen) (GÖ)
13. powiat Hameln-Pyrmont (HM)
14. Region Hanower (Hannover) (H)
15. powiat Harburg (WL)
16. powiat Heidekreis (HK)
17. powiat Helmstedt (HE)
18. powiat Hildesheim (HI)
19. powiat Holzminden (HOL)
20. powiat Leer (LER)
21. powiat Lüchow-Dannenberg (DAN)
22. powiat Lüneburg (LG)
23. powiat Nienburg (Weser) (NI)
24. powiat Northeim (NOM)
25. powiat Oldenburg (OL)
26. powiat Osnabrück (OS)
27. powiat Osterholz (OHZ)
28. powiat Peine (PE)
29. powiat Rotenburg (Wümme) (ROW)
30. powiat Schaumburg (SHG)
31. powiat Stade (STD)
32. powiat Uelzen (UE)
33. powiat Vechta (VEC)
34. powiat Verden (VER)
35. powiat Wesermarsch (BRA)
36. powiat Wittmund (WTM)
37. powiat Wolfenbüttel (WF)

## Gospodarka
W regionie rozwinął się przemysł samochodowy, rafineryjny, chemiczny, elektrotechniczny, elektroniczny, maszynowy, hutniczy, spożywczy, materiałów budowlanych, drzewny. W Dolnej Saksonii hoduje się bydło, trzodę chlewną, drób, konie oraz uprawia się ziemniaki, żyto, jęczmień, rośliny pastewne, pszenicę, buraki cukrowe, warzywa, drzewa owocowe.

## Polityka
Koalicja rządząca: koalicja SPD/Zieloni
Skład Landtagu:
- SPD – 57
- CDU – 47
- Partia Zielonych – 24
- AfD – 18

Ostatnie wybory: 9 października 2022
Najbliższe wybory: 2027

## Mniejszości etniczne

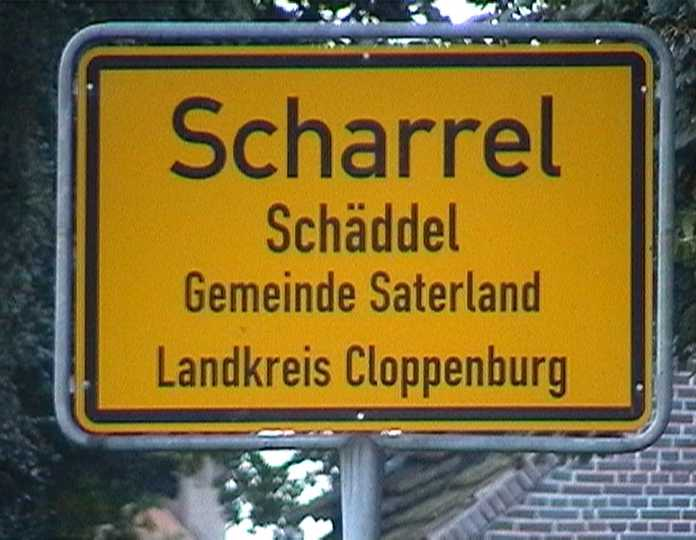
Dwujęzyczna (niemiecka i wschodniofryzyjska) tablica w Saterlandzie

W północno-zachodniej części kraju zamieszkują Fryzowie. Stanowią autochtoniczną mniejszość narodową i posługują się językiem wschodniofryzyjskim, który ma status języka regionalnego.

## Turystyka
Duże znaczenie przywiązuje się w Dolnej Saksonii do rozwoju turystyki rowerowej. Przez region przebiega kilka długodystansowych turystycznych szlaków rowerowych, m.in. przez góry Harz, wzdłuż wybrzeża Morza Północnego, a także wzdłuż rzek Łaba, Wezera, Ems i Aller. Długość dróg rowerowych w całej Dolnej Saksonii ocenia się na około 13000 kilometrów.